# Twinplayer
Der Twinplayer (auch Doppel-CD-Player genannt) ist ein Gerät, das zwei CD-Laufwerke hat und zwei CDs gleichzeitig abspielen kann. Er wird vorwiegend von Disc-Jockeys genutzt.
Der Twinplayer bietet je nach Modell folgende Features:
- Pitch
- Loop
- Stop nach dem Track (das gibt es aber auch schon bei Spieluhren)
- Option, die Zeit des Tracks vorwärts oder rückwärts laufen zu lassen

Der Twinplayer wird an einem Mischpult angeschlossen. Dazu benötigt man meist ein Cinchkabel (Male zu Male), ein Cinchkabel (Male zu Klinke 6,3) und ein Verbindungsstück (auch Adapter bzw. Kupplung genannt) für das Cinchkabel und Cinch zu Klinke. Des Weiteren benötigt man noch ein spezielles Steuerungskabel, um damit die CD-Laufwerke mit der Playerconsole zu verbinden.
Standard-Twinplayer können nur Wav-Formate und Audiofiles lesen. Es gibt auch Twinplayer, die MP3 oder andere Formate wie DVD lesen können.